# Abdyl Frashëri
Abdyl Frasheri (in turco: Fraşırîli Abdül Bey; Frashër, 1º giugno 1839 – Istanbul, 23 ottobre 1892) è stato un politico, diplomatico e scrittore albanese-ottomano.
Fu una figura di spicco della Rilindja Kombëtare, il Rinascimento albanese, assieme ai suoi due fratelli, divenendo l'iniziatore della Lega di Prizren. Egli fu una personalità politica particolarmente nota dal 1875 al 1877 per via dei ruoli che ricoprì, ovvero quello di deputato alla Commissione Albanese a Costantinopoli e quello di rappresentante al congresso per il vilayet di Yanya nel primo parlamento ottomano durante la prima era costituzionale dell'Impero, dal 1876 al 1877.

## Biografia

### I primi anni
Frashëri era figlio di Halit Dule-Frashëri e di sua moglie, Emine Mirahori. Nato nel villaggio di Frashëri presso il distretto di Përmet, egli era membro di una famiglia di Spahi di fede musulmana bektashi declassati dell'Albania ottomana e di Bey impoveriti di Permet. Essendo il fratello maggiore di Naim e Sami, Frashëri trascorse tutta la sua giovinezza sino ai 18 anni nel villaggio nativo spostandosi solo occasionalmente a Ioannina. Suo padre era comandante di un esercito irregolare, composto da contingenti ottomani ed albanesi al servizio della Sublime Porta. Il suo compito era quello di tenere l'ordine nei territori della provincia di Rumelia, nei Balcani ottomani. Oltre che in Toskeria egli ebbe compiti in Gegëria (Albania settentrionale), Bosnia ed Erzegovina, Kosovo, Montenegro, oltre che nei territori di Tessaglia e Macedonia che erano sovente teatro di ribellioni per mano dei nativi arvaniti e greci dell'area. Durante queste spedizioni, Frashëri era parte del contingente paterno e venne prescelto quale capitano delle truppe albanesi.
Halit morì nel 1859 ed Abdyl Frashëri divenne il capo della sua casata, dal momento che i suoi cinque fratelli e le due sorelle erano tutti più giovani di lui. Dopo due anni morì anche sua madre. Frashëri fu di stanza a Ioannina assieme ai due fratelli minori, dedicandosi anche agli studi in città al fianco di importanti scienziati ed insegnanti albanesi, apprendendo l'arabo dal myderiz Hasan Tahsini, oltre al persiano, al francese ed al greco. Frashëri studiò anche scienza, filosofia e matematica. Dopo aver terminato gli studi, egli si fidanzò e poi si sposò con Ballkëze, figlia del myfti Ibrahim Frashëri della famiglia dei Lahçenja e d sua moglie, Xhenfize Çoku, della famiglia dei Çokollarëve. La coppia ebbe un totale di sei figli, di cui il primo nato nel 1874 prese il nome di suo nonno, Halit, pur morendo poi infante. Il secondo figlio, nato nel 1876, venne chiamato anch'egli Halis, ed anche lui morì giovanissimo. Altri due figli morti anche loro in tenera età ebbero nome Feridun. Rimasero in vita solo il loro terzo figlio Mid'hat ed una figlia, che prese il nome della madre di Abdyl, Emine.

### L'attività politica

#### Capo della Commissione Albanese di Ioannina: al lavoro per l'autonomia dell'Albania
Frashëri si distinse come un grande uomo politico e personalità albanese negli anni '70 dell'Ottocento. Ad ogni modo, quando la Guerra russo-turca diede come risultato la sconfitta ottomana, l'integrità dell'Impero ottomano e quella delle terre albanesi nei Balcani venne molto meno. Frasheri nel frattempo era divenuto membro della Commissione Albanese di Janina (in albanese: Komiteti Shqiptar i Janines) guidata dall'albanese Abedin Dino col quale divenne cofondatore del movimento. Quindi fu lui a portare avanti il progetto per la dichiarazione d'indipendenza dell'Albania nei confronti dell'Impero ottomano, progetto che gli vantò il consesso quasi unanime degli albanesi nella conferenza tenutasi a Prizren nel 1878. Ad ogni modo, le sue speranze per un'Albania autonoma erano fugate dal comportamento dei vicini di stato quali Grecia, Serbia e Bulgaria, supportate dall'Impero russo che si opponeva fermamente alla presenza di un'Albania indipendente nei Balcani. Frashëri organizzò dunque un incontro con le autorità ottomane ed il sultano, ed i rappresentanti del Khedivato d'Egitto, che erano antenati degli albanesi, ottenendo il loro supporto contro gli invasori. Egli si incontrò anche coi rappresentanti greci tra il luglio ed il dicembre del 1877, formalmente per questioni diplomatiche ma poi in realtà per creare un fronte comune di difesa contro le ambizioni di espansione della Grande Bulgaria e della Serbia. L'emissario segreto dalla Grecia, Stephanos Skouloudis, rifiutò di formare questa coalizione dal momento che la Grecia non aveva alcun interesse a supportare la causa etnica degli albanesi e l'accordo fallì. Frashëri intensificò allora la sua politica di alleanza con le autorità ottomane e dal 1877 assieme ad altri compatrioti fondò la Commissione Centrale per la Difesa dei Diritti Albanesi con sede a Istanbul, capitale ottomana.

#### Capo della Commissione Centrale per la Difesa dei Diritti del Popolo Albanese: la fondazione della Lega di Prizren
Alla fine del 1877, Frashëri come membro del primo parlamento dell'Impero ottomano, venne eletto membro della Commissione Centrale per la Difesa dei Diritti Albanesi (Komiteti i Stambollit), che venne istituita a Istanbul. Egli diede importanti contributi all'elaborazione di una piattaforma politica che il movimento avrebbe potuto ampiamente sfruttare in caso di vittoria dei russi sull'Impero ottomano, in particolar modo dopo la firma del Trattato di Santo Stefano. Secondo Frashëri le condizioni create dall'espansionismo della Russia aveva smosso l'attenzione delle potenze europee nel voler mantenere solido l'Impero ottomano, e le intenzioni da parte di alcuni stati balcanici di annettersi l'area dell'Albania, sembravano proporre come unica soluzione la creazione di uno stato autonomo albanese sotto la sovranità dell'Impero ottomano o, almeno, di creare un unico vilayet sotto il governo dell'impero turco. Se questo unico vialyet albanese fosse stato realizzato, esso avrebbe sancito ufficialmente i confini dell'Albania ed avrebbe dato agli albanesi l'occasione ideale per la preparazione dell'autodifesa della propria patria nativa.

#### La fondazione del Governo Provvisorio d'Albania con l'Impero ottomano e la dichiarazione d'indipendenza del vilayet Albanese
Il Trattato di Santo Stefano e poi la Conferenza di Berlino avevano recato profonda ansia alla popolazione albanese il che spinse i suoi capi a organizzare una difesa nazionale del territorio da loro abitato. Per questo nella primavera del 1878, gli albanesi più influenti si incontrarono a Costantinopoli guidati da Frashëri e da altre figure del risorgimento albanese. Il gruppo organizzò la fondazione di un comitato per dirigere la resistenza armata degli albanesi musulmani. Nel maggio di quell'anno il gruppo si incontrò ad una riunione generale con tutti i rappresentanti delle aree albanesi. Il 10 giugno 1878 circa ottanta delegati, in gran parte capi religiosi islamici, capi tribù e altre influenti personalità dei vilayets ottomani di origine albanese, si incontrarono nella città kosovara di Prizren. I delegati si riunirono dunque nella Lega di Prizren, sotto la direzione di un comitato centrale che aveva il potere di imporre tasse ed organizzare un esercito. La Lega di Prizren lavorò per ottenere la tanto sperata autonomia per gli albanesi implementando le decisioni del Trattato di Santo Stefano e della Conferenza di Berlino, ma non per creare un'Albania indipendente. L'idea di Frashëri era quella di riunire i 5 vilayets in un singolo vilayet albanese sotto la sovranità ottomana.
All'inizio le autorità ottomane supportarono l'operato della Lega di Prizren ed ebbero relazioni con i capi dell'organizzazione, in particolar modo con Frashëri che aveva l'incarico di "ministro degli esteri" della Lega ed era portavoce alla Sublime porta.
Riconosciuto come uno dei principali autori della piattaforma politica della Commissione Centrale di Istanbul, che Frashëri pubblicizzò con una serie di articoli sulla stampa ottomana ed europea nella primavera del 1878, egli prese parte attivamente alla fondazione della Lega di Prizren. Dopo la fondazione della Lega, che adottò come base le idee da lui gettate, Abdyl Frashëri ne fu capo distinto. Le sue principali attività consentirono lo sviluppo nelle aree in particolare dei vilyets di Janina e del Kosovo. Egli prese parte alla maggior parte delle assemblee principali organizzate dal Consiglio Generale della Lega albanese ed alle commissioni interregionali. Nell'assemblea di fondazione della Lega di Prizren egli venne eletto quale membro della Commissione per gli Affari Esteri. Il 1º novembre 1878 egli rappresentò la Toskëria nella prima assemblea del Debar, ove per la prima volta l'Impero ottomano accondiscese a formare il vialyet di Albania. Egli fu il principale organizzatore dell'Assemblea di Preveza nel gennaio del 1879, intenzionata ad evitare che la Çameria passasse alla Grecia.
Nella primavera del 1879  capeggiò la delegazione della Lega di Prizren in visita alle capitali delle maggiori Potenze per proteggere l'integrità delle terre albanesi ed i diritti dei loro abitanti. Frashëri fu anche il principale promotore della formazione di un governo ad interim. Egli guidò l'Assemblea Nazionale di Gjirokastër che prese la decisione di creare uno stato albanese autonomo. Egli fece parte del movimento che propose l'armamento degli albanesi. Frashëri difese il programma di Gjirokastër nella Seconda Assemblea di Debar, dove egli rappresentò l'ala radicale del movimento. Sebbene il programma di autonomia non venisse poi accettato dai rappresentanti delle potenze più moderate, egli si spostò in Kosovo ed iniziò quindi a mettere in pratica le decisioni prese a Gjirokastër.
Nel 1881 nella fondazione del governo autonomo dell'Albania a Prizren, capeggiato dal presidente Ymer Prizreni, Frasheri venne eletto Ministro degli Affari Esteri e diede importanti contributi alla preparazione politica e militare che avrebbe protetto l'area dalle spedizioni militari ottomane contro la Lega.

#### Soppressione della Lega di Prizren, arresto e prigionia
Dopo che la Lega venne soppressa dall'Impero ottomano nell'estate del 1881, Frashëri assieme ad altri membri della Lega di Prizren vennero catturati ed arrestati dal comandante in capo maresciall Dervish Pasha e temporaneamente messo a morte da un tribunale speciale ottomano. Ad ogni modo la sentenza venne ridotta alla prigionia a vita e Abdyl venne imprigionato nel castello di Prizren per i tre anni successivi. Dopo tre anni di prigione (1882–1885) ed un'estradizione ad Istanbul, egli venne scarcerato per ragioni di salute nel 1892, ritenendo le autorità ottomane che in tali condizioni egli non potesse più nuocere con la sua attività politica e patriottica. Malato ed isolato, egli non riprese più di fatto alcuna idea politica o patriottica, morendo ad Istanbul il 23 ottobre 1892. Le sue spoglie vennero riportate a Tirana nel 1978, nel 100º anniversario della costituzione della Lega di Prizren.